# Tux Typing
Tux Typing je open-source hra, jejímž cílem je procvičit hráčovu schopnost psaní na klávesnici. Primárně je vytvořená pro děti. Nabízí několik různých herních módů na různých úrovních obtížnosti. Je navržena tak, aby její hraní byla zábava a aby zvýšila hráčovu rychlost psaní na klávesnici.
Hra je naprogramována v programovacím jazyce C a dostupná v repozitářích některých Linuxových distribucí, jako například Fedora, Ubuntu nebo Debian.

## Popis hry
Ve hře je procvičovací režim, který má hráče naučit základy psaní na klávesnici a poté dva další herní módy. V prvním módu padají ryby z nebe na zem a každá ryba má na sobě napsané písmeno. Když hráč stiskne odpovídající klávesu nebo napíše vhodné slovo, Tux přejde na místo, kam má ryba spadnout, aby jí snědl. Druhý mód je podobný, ale cílem v něm je, aby komety nespadly na město. V obou herních módech je možné si zvolit jazyk, ve kterém budou slova, která má hráč napsat.